# Socjalizm w Nowej Zelandii
Ruch socjalistyczny w Nowej Zelandii podzielony jest na liczne organizacje, niektóre z nich odgrywają czołową rolę w życiu publicznym. Niektórzy komentatorzy twierdzą, iż główny nurt ruchu socjalistycznego Nowej Zelandii skupia się bardziej na promocji pacyfizmu i zielonej polityki, niż na propagowaniu samego socjalizmu. Inne mniejsze grupy radykalnej lewicy dążą do rewolucji socjalistycznej.

## Współczesny ruch socjalistyczny
Zakres w jakim socjalizm odgrywa rolę we współczesnej polityce Nowej Zelandii zależy od definicji socjalizmu. Współcześnie niewielu polityków głównego nurtu opisuje swoje poglądy jako „socjalistyczne”, określając je częściej jako „socjaldemokratyczne” czy też bardziej ogólnie jako „lewicowe” lub „centrolewicowe”.
Partie polityczne takie jak Partia Pracy, Partia Postępowa czy Sojusz odgrywają znaczącą rolę na nowozelandzkiej scenie politycznej, mniejsze, często radykalniejsze grupy, ortodoksyjnie marksistowskie lub trockistowskie, znajdujące się poza głównym nurtem polityki. Partia Robotnicza, Socjalistyczni Robotnicy czy Liga Komunistyczna uznają partie głównego nurtu za bezideowe.

## Historia

### „Nieideologiczny socjalizm”
Josephine Milburn w swojej publikacji „Socialism and Social Reform in Nineteenth-Century New Zealand”, dowodzi że teorie socjalistyczne były pierwotnie promowane głównie przez imigrantów z Wielkiej Brytanii, gdzie ruch robotniczy był silnie zakorzeniony. Liberalny rząd z lat 1891–1912 odrzucał co prawda socjalizm, ale wspierał związki zawodowe, walczył z posiadaczami wielkich gruntów rolnych i wprowadzał w Nowej Zelandii model zbliżony do współczesnego państwa opiekuńczego.
Wzrost popularności socjalizmu jako ideologii, zaczął występować na początku XX wieku, kiedy to premierem kraju był Bryce Robertson. Niektórzy historycy opisują poglądy Robertsona jako „nieideologiczny socjalizm”. Kolejni liberalni premierzy popierali interwencjonizm państwowy i wierzyli w potrzebę przyspieszenia wzrostu gospodarczego. Historycy na ogół twierdzą, że z powodu niewielkich rozmiarów Nowej Zelandii i wiodącej roli rolnictwa, rząd musiał kontrolować znaczny sektor gospodarki krajowej, która w innych krajach należała do przedsiębiorstw prywatnych (kolej, bankowość, ubezpieczenia). Premier Julius Vogel był zwolennikiem polityki zapoczątkowanej przez Robertsona, Vogel wprowadził w życie kilka daleko idących interwencjonistycznych projektów rządowych. Po latach, Partia Liberalna przez prawicowych krytyków określana była jako „socjalistyczna”, choć większa część czołowych działaczy partii odrzucała to. Niektórzy komentatorzy uważają, że do rewolucji rosyjskiej z 1917 roku, Nowa Zelandia pozostawała najbardziej socjalistycznym gospodarczo krajem na świecie, choć część opinii publicznej uważa tę argumentację za przesadzoną.

### Partie robotnicze
Ideologiczny socjalizm dotarł do Nowej Zelandii głównie z Wielkiej Brytanii i kolonii brytyjskich. Rozwój ruchu socjalistycznego zbiegł się czasowo z rozwojem ruchu związkowego. Socjalizm przyjęła duża liczba organizacji pracowniczych, z których największa była Federacja Pracy Nowej Zelandii.
W 1901 roku została założona, opierająca się na filozofii Karola Marksa i Fryderyka Engelsa, Partia Socjalistyczna. Grupa mimo znacznej, w porównaniu z innymi organizacjami, liczby członków, nie spotkała się z szerokim poparciem społecznym, choć wpłynęła na rozwój myśli socjalistycznej w Nowej Zelandii. Głównym działaczem ruchu w tym okresie był członek Partii Socjalistycznej i Federacji Pracy, Edward Hunter.
Wraz z rozwojem ruchu związkowego rosło poparcie dla idei socjalistycznej i reprezentujących tę myśl partii robotniczych. Początkowo klasa robotnicza głosowała w większości na Partię Liberalną, gdzie działało wielu znanych lewicowych polityków, takich jak przedstawiciel radykalnego skrzydła partii, Frederick Pirani. Stopniowo liberałowie zmienili swój reformistyczny dyskurs na pragmatyzm, tym samym tracąc zaufanie dużej liczby pracowników.
Drugą zorganizowaną partią socjalistyczną była Liga Pracy („Labour League”), której udało się w 1908 roku zdobyć dużą część elektoratu stolicy kraju, Wellington. W 1910 roku partia zmieniła nazwę na Partię Pracy (nie mylić ze współcześnie istniejącą partią).

### Zjednoczenie ruchu robotniczego
Rosnąca liczba grup lewicowych spowodowała zorganizowanie w 1912 roku „Konferencji Jedności”. Konferencja miała na celu zjednoczenia partii lewicowych Nowej Zelandii, w tym umiarkowanej Partii Pracy i radykalnej Partii Socjalistycznej. Partia Socjalistyczna, odmówiła jednak udziału w konferencji, a utworzona na konferencji „Zjednoczona Partia Pracy” („United Labour Party”) powstała w wyniku przekształcenia Partii Pracy, której udało się przyjąć do organizacji szereg niezależnych działaczy.
Premier William Massey, którego rząd stłumił strajk górników w Waihi, doprowadził do kolejnej próby zjednoczenia środowisk socjalistycznych w 1913 roku. W drugiej konferencji wzięli udział także przedstawiciele Partii Socjalistycznej. Konferencja zakończyła się połączeniem Zjednoczonej Partii Pracy i Partii Socjalistycznej, obydwa ugrupowania utworzyły „Partię Socjaldemokratyczną”. Mniejszość członków Zjednoczonej Partii Pracy odrzuciła podjęta na kongresie decyzję i kontynuowała działalność pod dotychczasową nazwą. Udział socjaldemokratów w strajku dokerów i górników spowodował falę aresztowań przywódców partii, w rezultacie w wyborach w 1914 roku resztki niezależnej Zjednoczonej Partii Prac zdobyły więcej mandatów niż „zjednoczeni” socjaldemokraci.
W 1916 roku doszło do ostatecznego połączenia Zjednoczonej Partii Pracy i Partii Socjaldemokratycznej w nową partię pod nazwą Partia Pracy. Partia Pracy podobnie jak inne partie socjalistyczne świata domagała się bardziej sprawiedliwej redystrybucji bogactw, nacjonalizacji przemysłu oraz zniesienia poboru. Pierwszym przywódcą Partii Pracy został uznawany za ideowca Harry Holland. Holland był zbliżony światopoglądowo do Partii Socjalistycznej i górników strajkujących w Waihi, Holland uważał, że strajk miał byś znakiem zbliżającego się konfliktu klasowego. Mimo tego że laburzyści odnieśli kilka sukcesów wyborczych, scena polityczna była zdominowana przez Partię Liberalną i Partię Reform, sytuacja zmieniła się po objęciu stanowiska przewodniczącego partii przez Michaela Josepha Savage. Savage choć wcześniej też był zaangażowany w działalność Partii Socjalistycznej, był bardziej umiarkowany niż Holland. W okresie jego przewodnictwa Partia Pracy zyskała znaczne poparcie społeczna. Wielki Kryzys przyczynił się do zwycięstwa laburzystów w wyborach w 1935 roku.
Z czasem radykalizm Partii Pracy osłabł. Dwa lata po porażce wyborczej w 1949 roku, postulat „uspołecznienia środków produkcji” został usunięty z programu partii. Zmiana ta postrzegana jest niekiedy jako koniec w pełni socjalistycznego programu partii. John Alfred Alexander Lee opuścił partię i utworzył nową Demokratyczną Partię Pracy, mimo ideowości, wielu członków opuściło nową partię głównie z powodu zbyt autokratycznych decyzji Lee wewnątrz struktur partii.

### Ruch radykalny
Jeszcze przed odsunięciem od władzy w Partii Pracy Hollanda, szczególnie po 1949 roku, wiele osób doszło do wniosku, że Partia Pracy zbyt odsunęła się od swych socjalistycznych korzeni. Zaledwie dwa lata po założeniu Partii Pracy, powstała „New Zealand Marxian Association”. Samo stowarzyszenie uległo wkrótce podziałom, w 1921 roku część członków, popierająca rewolucje rosyjską utworzyła Komunistyczną Partię Nowej Zelandii. Duża część marksistów odrzuciła rewolucję, uważając ją za zaprzeczenie prawdziwego socjalizmu. Na skutek rozłamu stowarzyszenie rozpadło się w 1922 roku.
W 1930 roku byli członkowie Marxian Association utworzyli Socjalistyczną Partię Nowej Zelandii. Partia ta istnieje do dziś pod nazwą „Światowa Partia Socjalistyczna Nowej Zelandii” (World Socialist Party of New Zealand). Partia Komunistyczna konkurowała z socjalistami w próbach zdobycia poparcia w związkach zawodowych. Region Auckland do lat 40. pozostawał bastionem partii. Partia utrzymywała dobre stosunki ze Związkiem Radzieckim, w rezultacie przyjmując stalinizm potępiany przez Socjalistyczną Partię Nowej Zelandii, która deklarowała, że stalinizm nie jest socjalizmem.
W rozłamie chińsko-radzieckim w 1960 roku, Partia Komunistyczna została podzielona na zwolenników Związku Radzieckich i zwolenników Chin. Ostatecznie starcie wewnątrz partii wygrali maoiści a zwolenników Chruszczowa wykluczono z partii. Działacze wydaleni z partii założyli Socjalistyczną Partią Jedności. Sama Socjalistyczna Partia Jedności nie miała sprecyzowanego profilu ideowego i wkrótce doszło w niej do kolejnego rozłamu w wyniku którego powstała Socjalistyczna Partia Aotearoa (Socialist Party of Aotearoa).
W 1969 powstała grupa o nazwie Socjalistyczna Liga Akcji (obecnie Liga Komunistyczna). Liga okazała się bardziej trwałym tworem politycznym, w wyborach w 2002 roku udało się jej wystawić dwóch kandydatów do parlamentu. Od tego czasu powstały liczne mniejsze partie, ale żadna z nich nie okazała się stabilna.
Po śmierci Mao, Partia Komunistyczna odrzuciła reformy wprowadzane przez Deng Xiaopinga wybierając drogę jaką obrała Albania i stojący na jej czele Enver Hoxha. Kierownictwo partii uważało, że Hodża był jedynym przywódcą komunistycznym który utrzymał „prawdziwy” wariant komunizmu. Po upadku komunizmu albańskiego, partia przyjęła wcześniej stanowczo potępiany trockizm i połączyła się z mniejszą organizacją znaną jako Międzynarodowa Organizacja Socjalistyczna. W wyniku połączenia organizacji powstała Socjalistyczna Organizacja Pracowników, z czasem z partii wycofało się wielu byłych zwolenników Międzynarodowej Organizacji Socjalistycznej tworząc organizację pod tą samą nazwą. Obecnie Socjalistyczna Organizacja Pracowników jest postrzegana jako kontynuacja starej Partii Komunistycznej. Ugrupowanie nie wystawiło kandydatów w ostatnich wyborach.
Inne grupy lewicowe w dalszym ciągu promują socjalizm. W wyborach w 2002 roku Sojusz Antykapitalistyczny składający się z Partii Robotniczej, Grupy Rewolucyjnej i mniejszych organizacji wystawił czterech kandydatów do parlamentu. Międzynarodowa Organizacja Socjalistyczna jest szczególnie aktywna na niektórych uniwersytetach.